# Nombre primer de Sophie Germain
Un nombre primer de Sophie Germain és aquell nombre primer p tal que 2p + 1 també és primer. El seu nom prové del fet que la matemàtica francesa Sophie Germain demostrà l'últim teorema de Fermat per a aquesta classe particular de nombres (és a dir, que xn + yn = zn no és cert quan n és un nombre primer de Sophie Germain).
Els primers nombres primers de Sophie Germain són: 
```
2, 3, 5, 11, 23, 29, 41, 53, 83, 89, 113, 131, 173, 179, 191, 233, 239, 
251, 281, 293, 359, 419, 431, 443, 491, 509, 593, 641, 653, ...
```

Actualment el nombre primer de Sophie Germain més gran que es coneix és 48.047.305.725·2172403 − 1, un nombre de 51910 dígits obtingut el gener de 2007. Igual que passa amb els nombres primers bessons, no se sap si hi ha infinits nombres primers de Germain.